# Mårten Sjöbeck
Edvard Mårten Sjöbeck, född den 19 september 1886 i Köpenhamn, död 6 november 1976 i Helsingborg, var en svensk kulturhistoriker och författare.

## Biografi
Mårten Sjöbeck avlade studentexamen 1907. Därefter vidtog universitetsstudier i geografi och botanik vid Lunds universitet. Redan efter två år avbröt han studierna eftersom fadern dog och sonen fick försörja sig som kontorsskrivare vid Statens Järnvägar. 1916 gifte han sig med Anna Olsson och paret fick snart en dotter.
På 1920-talet utförde Sjöbeck kulturhistoriska dokumentationer i Skåne för Helsingborgs museums räkning, och han skrev en stor mängd tidningsartiklar främst i Helsingborgs dagblad och Sydsvenskan om äldre bebyggelse och traditionell odling i Skåne. För allmänheten blev Sjöbeck, från 1928 och framåt, känd för sina resehandböcker om olika landskap för Kungliga järnvägsstyrelsens räkning. Parallellt med landskapsböckerna skrev han många artiklar om främst Sydsveriges markhistoria.
Sjöbeck skrev 1927 uppsatsen Bondskogar, deras vård och utnyttjande. Han menade att han framställt en något generad och blyg protest mot den dåtida naturvetenskapliga åskådningen. Han insåg att naturen inte var statisk utan att snart sagt varenda kvadratmeter har en markanvändningshistoria, där människans inverkan i årtusenden ingått som en ofrånkomlig del i utvecklingen. Han menar att även om bondens omvandling av naturen resulterade i skönhetsvärden med öppna landskap, artrikedom och blomsterprakt, så var detta i grund och botten en oavsiktlig bisak. Bondens avsikt var att producera nyttigheter som mat, inte att putsa fram "vackra" landskap. Sjöbeck insåg redan då att mycket av landets naturvärden var en flertusenårig skapelse av bönder med yxa, eld och boskap, och att dagarna för detta landskap var räknade.
Sjöbeck fick 1937 en specialinrättad tjänst som notarie (byråsekreterare) på Kungliga järnvägsstyrelsen, där arbetet sammanföll med hans personliga intresse att resa runt i landet, fotografera och skriva landskapsböcker. Ett annat tecken på uppskattning fick han 1950 då han promoverades till hedersdoktor vid Lunds universitet. Hans viktigaste verk, den faktaspäckade boken Det sydsvenska landskapets historia och vård gavs ut så sent som 1973.

## Arkiv
Så gott som alla bilder som Sjöbeck publicerade fotograferade han själv. Bilderna är tagna med olika kameror, i regel i format 6x6 cm respektive 10x15 cm.
Det finns fler än 7 700 digitaliserade fotografier i Riksantikvarieämbetets Arkivsök, och analoga i Mårten Sjöbecks arkiv i Antikvarisk-topografiska arkivet vid Riksantikvarieämbetet, flera tusen oräknade i Sjöbecks personarkiv på Universitetsbiblioteket, Lunds universitet och ytterligare några hundra bilder på Helsingborgs museum (där de allra flesta är glasplåtar i format 13x18 cm), tillsammans med uppmätningsritningar av äldre bebyggelse och folkloristiska uppteckningar utförda av Sjöbeck under hans uppdrag med kulturhistoriska expeditioner på 1920-talet. Delar av detta material finns också i Folklivsarkivet i Lund. Sjöbecks herbarier bevaras på Botaniska museet i Lund. Korrespondensen finns på Lunds universitetsbibliotek. På Länsmuseet Gävleborg finns en samling på cirka 750 fotografier som Sjöbeck tog 1937–1938 under arbetet med boken om Gästrikland och Hälsingland.